# Hybomitra himalayana
Hybomitra himalayana är en tvåvingeart som först beskrevs av Günther Enderlein 1925.  Hybomitra himalayana ingår i släktet Hybomitra och familjen bromsar. Inga underarter finns listade i Catalogue of Life.